# Rapoula do Coa
Rapoula do Coa (pré-AO 1990: Rapoula do Côa) é uma povoação portuguesa sede da Freguesia de Rapoula do Coa do Município do Sabugal, freguesia com 7,87 km² de área e 268 habitantes (censo de 2021), tendo, por isso, uma densidade populacional de 34,1 hab./km².

## Demografia
A população registada nos censos foi:
| Ano  | 0-14 Anos | 15-24 Anos | 25-64 Anos | > 65 Anos |
| 2001 | 32        | 33         | 96         | 88        |
| 2011 | 21        | 18         | 84         | 72        |
| 2021 | 30        | 16         | 110        | 112       |

## Património
- Igreja Paroquial de Santa Maria Madalena;
- Capela de São Domingos;
- Termas do Cró.